# Geoffrey Wawro
Geoffrey Wawro (1960) es un historiador estadounidense, profesor de historia militar en la Universidad del Norte de Texas y director del UNT Military History Center. Su área de especialización es la historia militar moderna y contemporánea, desde la Revolución Francesa hasta el presente.

## Educación y carrera profesional
Wawro creció en West Hartford (Connecticut). Obtuvo su título de grado (bachelor) en la Universidad de Brown en 1983, con distinción magna cum laude. Posteriormente estudió un máster en Historia Europea en la Universidad de Yale (1987), donde también obtuvo su doctorado en Historia Europea en 1992. Su tesis se titulaba The Austro-Prussian War: Politics Strategy and War in the Habsburg Monarchy, 1859-1866.

## Algunas publicaciones
Además de artículos revisados por pares, y volúmenes editados, ha escrito cinco libros bien recibidos. 
- A Mad Catastrophe: The Outbreak of World War I and the Collapse of the Habsburg Empire, Basic Books, 2014.

- Quicksand:  America's Pursuit of Power in the Middle East, Penguin Press in 2010.

- Franco-Prussian War (Cambridge, 2003) was the main selection of the History Book Club and Military Book Club and received a best non-fiction mention from Publisher's Weekly, nov. 2003.

- Austro-Prussian War (Cambridge, 1996), sobre la base de su tesis doctoral, fue la historia del club del Libro y libro del Club Militar selección principal.

- Warfare and Society in Europe, 1792-1914 (Routledge, 2000) texto universitario estándar.

Además, también ha sido miembro de equipos editoriales en más de veinte volúmenes, incluyendo The Cambridge Military Histories, coeditando con Hew Strachan de Oxford.